# Colocleora chrysomelas
Colocleora chrysomelas là một loài bướm đêm trong họ Geometridae.